# Campagne de Mésopotamie
 (novembre 2017).
Si vous disposez d'ouvrages ou d'articles de référence ou si vous connaissez des sites web de qualité traitant du thème abordé ici, merci de compléter l'article en donnant les références utiles à sa vérifiabilité et en les liant à la section « Notes et références ».
Première Guerre mondiale
Batailles
Front du Moyen-Orient
- Afrique du Nord
- Caucase
- Perse
- Dardanelles
- Mésopotamie
- Sinaï et Palestine
- Arménie
- Ctésiphon (11-1915)
- Kut-el-Amara (12-1915)
- Romani (8-1916)
- Magdhaba (12-1916)
- Révolte arabe
- Rafa (1-1917)
- Bagdad (3-1917)
- 1re Gaza (3-1917)
- 2e Gaza (4-1917)
- Aqaba (7-1917)
- Beer-Sheva (10-1917)
- 3e Gaza (11-1917)
- Jérusalem (12-1917)
- Megiddo (9-1918)
- Damas (9-1918)
- Alep (10-1918)

Front d'Europe de l’Ouest
Front italien
Front d'Europe de l'Est
Front des Balkans
Front africain
Bataille de l'Atlantique
La campagne de Mésopotamie désigne les opérations militaires durant la Première Guerre mondiale opposant les forces britanniques et indiennes à celles de l'Empire ottoman, bien supérieures en nombre, afin de les chasser de Mésopotamie.

## Le contexte

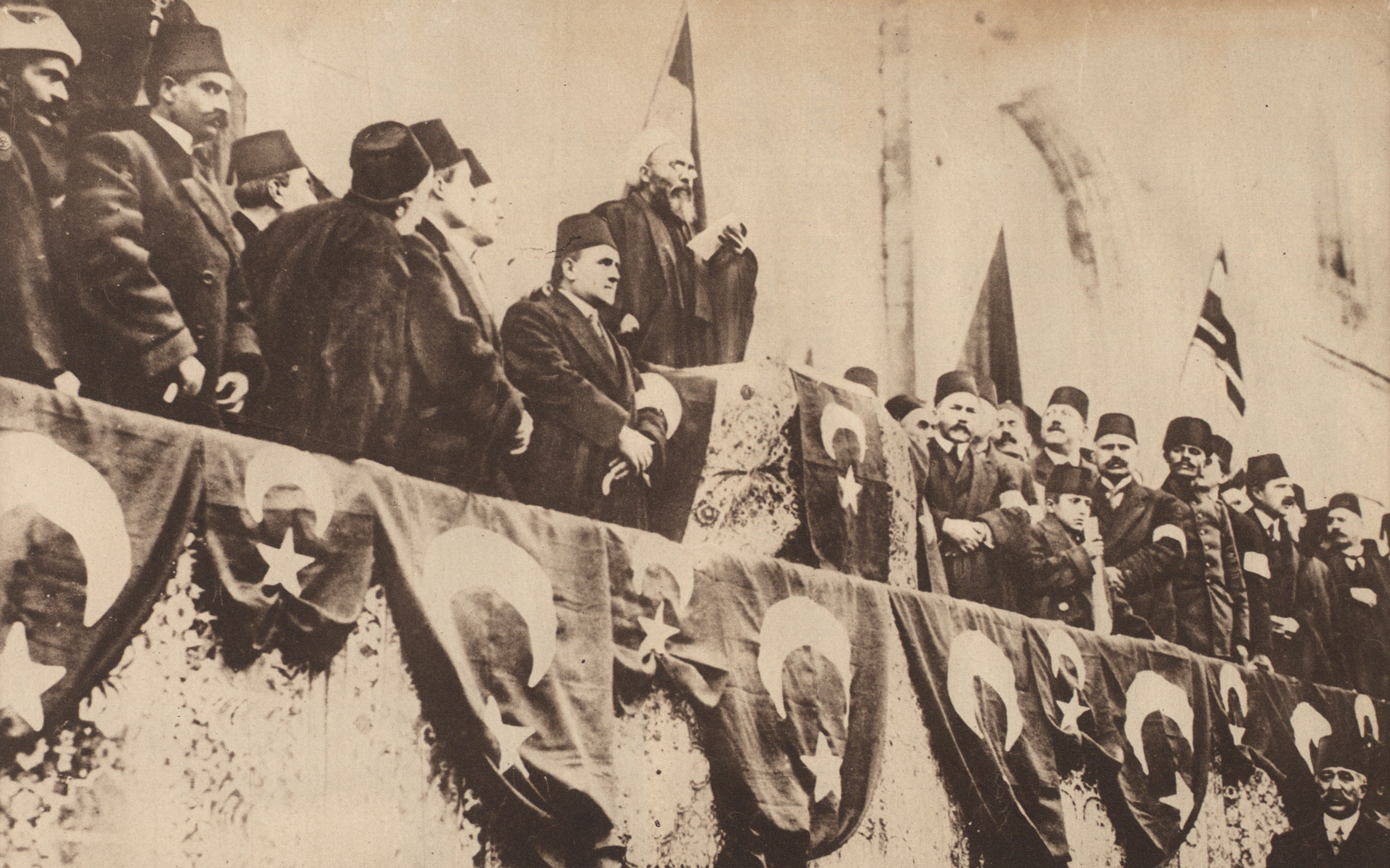
Photographie du Cheikh-ul-Islam proclamant la guerre sainte à Constantinople.

En 1914, les Britanniques possédaient les riches gisements pétrolifères du Koweït mais ils rêvaient de s'emparer de la région de Bassorah, elle aussi riche en pétrole et aux mains de l'Empire ottoman. L'entrée en guerre de celui-ci le 29 octobre 1914 aux côtés des Allemands permet aux Britanniques de s'emparer de la Mésopotamie et de ses richesses.

## Le débarquement à Bassora
Les Britanniques décident de réagir à la suite de l'entrée en guerre de l'Empire ottoman et envoient la 6e division indienne débarquer en Mésopotamie afin de protéger le pétrole iranien. La raffinerie de pétrole d'Abadan est prise début novembre. Pour la protéger des contre-attaques ottomanes, la prise de Bassora est nécessaire. La 6e division indienne s'élance à l'attaque de la ville le 14 novembre 1914 et finit par s'en emparer le 23 novembre.

## L'avancée vers Bagdad
Après la pacification de la région de Bassorah, les Britanniques jugent nécessaire la prise d'Amara pour protéger Bassorah, puis la prise de Kut-El-Amara pour protéger Amara. L'objectif ultime de cette campagne est la prise de Bagdad. La campagne de Mésopotamie se limite donc à une progression le long du Tigre et de l'Euphrate pour contenir les contre-attaques ottomanes.
Le général John Nixon et son subordonné Charles Townshend sont alors envoyés prendre Amara. L'avancée des Britanniques est spectaculaire, malgré les moyens originaux qu'ils utilisent. En effet, pour déplacer plus rapidement l'artillerie, les canons sont embarqués sur des canots remorqués le long du fleuve. Pourtant, l'armée ottomane s'effondre face à cette modeste armée. Le 16 septembre 1915, Townshend arrive aux alentours de Kut, défendu par 10 000 soldats ottomans et commandés par le général Nouredine Pacha. L'assaut commence finalement le 17 septembre: la première bataille de Kut-el-Amara se termine le 28 septembre par une victoire britannique. L'armée ottomane se replie alors sur Ctésiphon, dernier bastion avant Bagdad.
Townshend se lance à l'assaut des Ottomans, mais ceux-ci ont été réorganisés par les Allemands et arrivent à repousser l'armée britannique trop dispersée.

## Le siège de Kut-el-Amara
Après sa défaite à Ctésiphon, Townshend se replie sur Kut et décide d'attendre la colonne de relève. Nouredine Pacha contre-attaque, repousse la colonne de relève et commence le siège de Kut-el-Amara en décembre 1915. Les Britanniques lancent plusieurs offensives pour briser le siège, mais en vain. Le 29 avril 1916, la garnison de Kut, composée de 13 500 soldats, se rend. La plupart sont envoyés dans des camps de prisonniers, mais 4 800 d'entre eux trouvent la mort par la maladie, les mauvais traitements ou par le manque de nourriture.

## La reprise de l'offensive

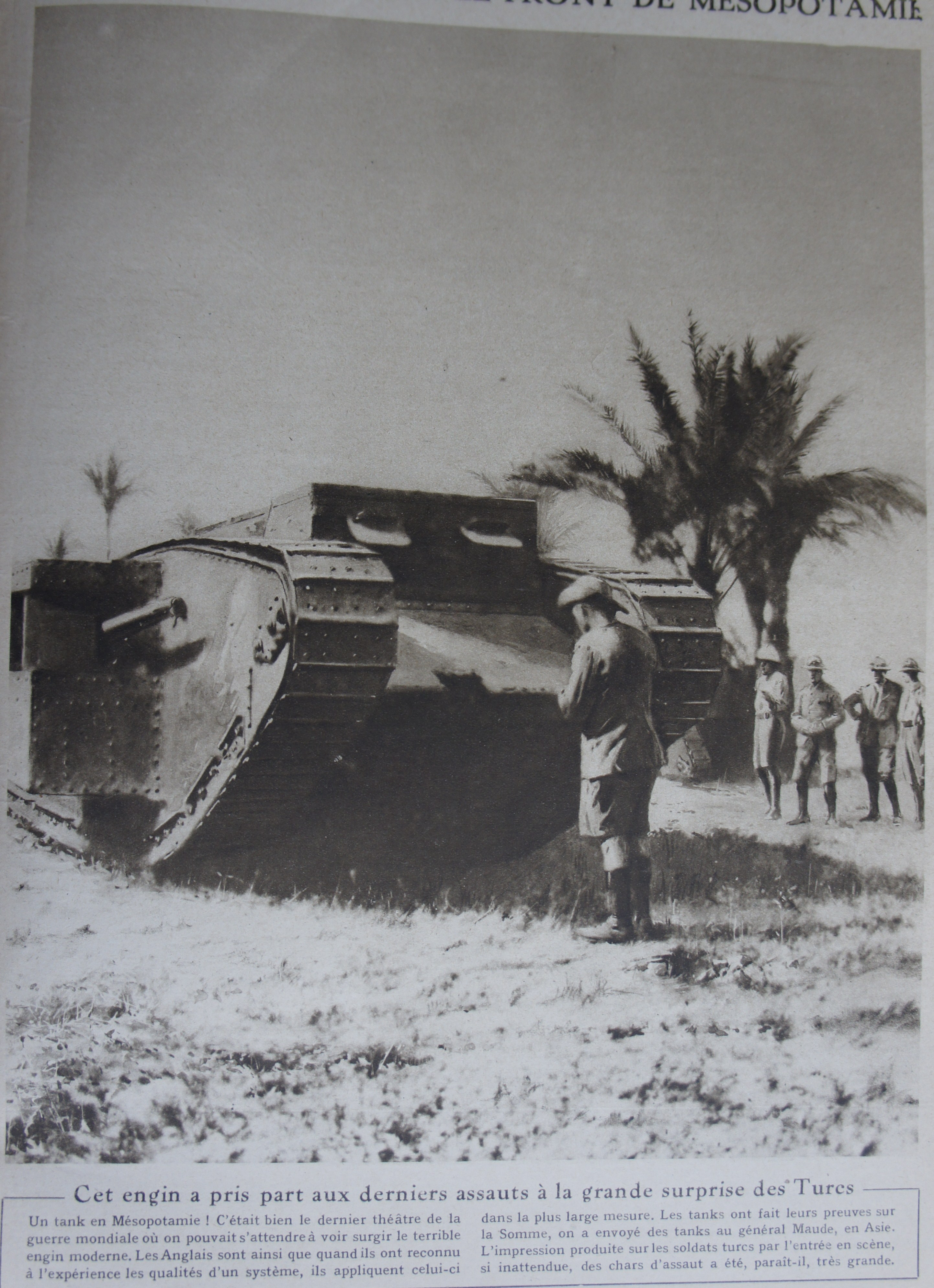
Char d'assaut britannique en Mésopotamie, Le Miroir, 3 juin 1917.

Après la chute de Kut-el-Amara, l'état-major britannique décide d'envoyer un nouveau commandant sur le front mésopotamien plutôt que de se replier sur Bassorah et de se contenter de défendre le terrain conquis. Le nouveau commandant, Frederick Maude, est bien décidé à reprendre Kut et à s'emparer de Bagdad. Le 22 et 23 février 1917, Maude lance la seconde bataille de Kut-el-Amara : il parvient à s'emparer de la ville le 24. La résistance ottomane s'effondre. Deux semaines plus tard, le 11 mars 1917, les Britanniques font une entrée triomphale à Bagdad.
L'objectif ultime de la campagne de Mésopotamie a été atteint, mais les combats se poursuivent jusqu'à l'armistice en octobre 1918.

## Le bilan
La campagne de Mésopotamie a coûté 90 000 hommes au Royaume-Uni, dont le général Maude, victime du choléra. Les Ottomans ont certainement subi deux fois plus de pertes.
À la fin de la guerre, toute la Mésopotamie et ses richesses passent sous domination britannique.